# Клычев, Аннамухаммед
Аннамухамед Клычев (10 мая 1912, аул Карагель, Закаспийская область — 7 января 1990, Ашхабад, Туркменская ССР, СССР) — Председатель Президиума Верховного Совета Туркменской ССР (1963—1978), депутат Верховного Совета СССР 7‒8-го созывов, писатель.

## Биография
Родился в семье рыбака.
В 1931—1934 гг. работал в Кызыл-Арватском районном отделении связи (помощник заведующего, заведующий), в 1934—1941 гг. — начальник порта в Челекене.
В 1941—1945 гг. служил в Красной Армии, участник Великой Отечественной войны. Затем до 1948 г. возглавлял порт в Челекене. В 1947 г. вступил в ВКП(б).
C 1948 г. — заместитель начальника Туркменского государственного геологического управления, в 1949—1951 гг. — директор Озокеритного промысла на Челекене. В 1951—1953 гг. — председатель Исполнительного комитета Красноводского городского Совета.
В 1955 окончил Высшую партийную школу при ЦК КПСС. С 1955 г. ‒ первый секретарь городского комитета Компартии Туркменистана в Челекене, с 1957 г. — в Небит-Даге. С 1960 г. возглавлял Исполнительный комитет Ашхабадского городского Совета.
С 26 марта 1963 по 15 декабря 1978 г. — председатель Президиума Верховного Совета Туркменской ССР; с 1966 г. — также заместитель председателя Президиума Верховного Совета СССР.
Был делегатом XXIII (1966), XXIV (1971) и XXV (1976) съездов КПСС, на которых избирался членом Центральной ревизионной комиссии КПСС (8 апреля 1966 — 23 февраля 1981).
Был депутатом Верховного Совета СССР 7-го (1966—1970; депутат Совета Национальностей от Туркменской ССР), 8-го (1970—1974; депутат Совета Союза от Туркменской ССР) и 9-го (1974—1979; депутат Совета Союза от Туркменской ССР) созывов.

## Писательская деятельность
Аннамухамед Клычев увлекался охотой, хорошо знал туркменскую природу, заботился о  сохранении и развитии богатого животного мира и природных ресурсов республики.
Автор ряда книг о Туркмении, самой известной из которых является «Кугитангская трагедия». В 1978 г. по этой повести на киностудии «Туркменфильм» был снят одноимённый фильм (режиссёры — Каков Оразсяхедов, Язгельды Сеидов), также был создан балет и поставлен драматический спектакль.

## Избранные сочинения
Источник — Электронные каталоги РНБ Архивная копия от 3 марта 2016 на Wayback Machine
- Клычев А.-М. Ашхабад. — Ашхабад: Туркменистан, 1974. — 159 с. — 50 000 экз.
  - . — Ашхабад: Туркменистан, 1976. — 159 с. — 50 000 экз.
- Клычев А.-М. Ашхабад и его будущее. — Ашхабад: Туркменгосиздат, 1963. — 68 с. — 1000 экз.
- Клычев А.-М. Красота солнечного края : Зап. охотника-натуралиста. — Ашхабад: Магарыф, 1978. — 175 с. — 100 000 экз.
- Клычев А.-М. Кугитангская трагедия : Быль. — Ашхабад: Туркменистан, 1972. — 167 с. — 50 000 экз.
  - . — переизд. и доп. — Ашхабад: Туркменистан, 1984. — 111 с. — 70 000 экз.
- Клычев А.-М. Рыбаки : [Очерки]. — Ашхабад: Туркменистан, 1967. — 126 с. — 10 000 экз.
- Клычев А.-М. Туркменская Советская Социалистическая Республика. — М.: Политиздат, 1972. — 79 с. — 30 000 экз.
- Клычев А.-М. Челекен : (Краткий ист.-этногр. и краевед. очерк). — Ашхабад: Туркмениздат, 1964. — 138 с. — 8000 экз.

## Награды
Два ордена Ленина, орден Трудового Красного Знамени.